# 原始湯
原始湯，是一個假設在37 億至 40 億年前地球上存在的条件的一個假說。它是生命起源异养理论的一个基礎理論，由Alexander Oparin於1924 年及，John Burdon Sanderson Haldane於1929年提出。
根据奥巴林的描述，在原始地球的表层，碳、氢、水蒸气和氨反应，形成了第一个有机化合物。1953年，当“米勒-尤里实验”使用高度还原的气体混合物（包括甲烷、氨和氢气）合成了氨基酸等基本有机物时，原始汤的概念得到了证实。 

## 定義
區分「原始湯狀態」和「非生物狀態」的过程很重要。非生物过程是指在没有生命存在的情况下发生的任何事情，而原始湯狀態过程是指在地球大约 42 亿年前的大气和化学条件中发生的事情，并且發生在生命起源之前的行星。